# Carte de l'Égypte (Description de l'Égypte)

Estudio cartográfico de 1799 de Jacotin sobre Egipto y Palestina, como pare de una composición, publicada en 1818 (Carte geographique de l'Egypte et des pays environnans. Reduite d'apres la Carte topographique levee pendant l'expedition de l'Armee francaise)

Una ilustración del conjunto de 47 hojas

La Carte de l'Égypte (Mapa de Egipto), del conjunto Description de l'Égypte, fue el primer mapa basado en triangulación de Egipto, Siria y Palestina. La expedición topográfica fue dirigida por Pierre Jacotin. Fue usada como base para muchos mapas de la región durante la mayoría del siglo XIX.
Fue preparado originalmente durante la Campaña napoleónica en Egipto y Siria de 1799-1800. A pesar de que los mapas estén datados en 1818 y 1826, no fueron publicados hasta 1828–30.
Los mapas pueden ser vistos en detalle en  Wikimedia Commons: Carte topographique de l’Égypte.

## Ediciones y documentos relacionados
- Primera edición: Cartes géographiques et topographiques. Paris. 1818. p. 53.Paris. 1818. p. 53.
- Segunda edición: C.L.F. Panckoucke, ed. (1826). Atlas géographique.. Paris. p. 57.Atlas géographique. Paris. p. 57.
- Memoria: Mémoire sur la construction de la carte de l'Egypte par M. Jacotin
- Cuadros suplementarios: Jacotin, M.: Tableau de la superficie de l'Égypte
- Baring, Sir Thomas (1838). «Cartes Géographiques Et Topographiques». A Bibliographical Account And Collation Of La Description De L'Égypte: Presented To The Library Of The London Institution, By Sir Thomas Baring, Baronet, President: With A List Of The Other Donations Made To That Establishment From April 1837 To April 1838. London Institution.

## Mapas de Palestina - Archivos 43-47

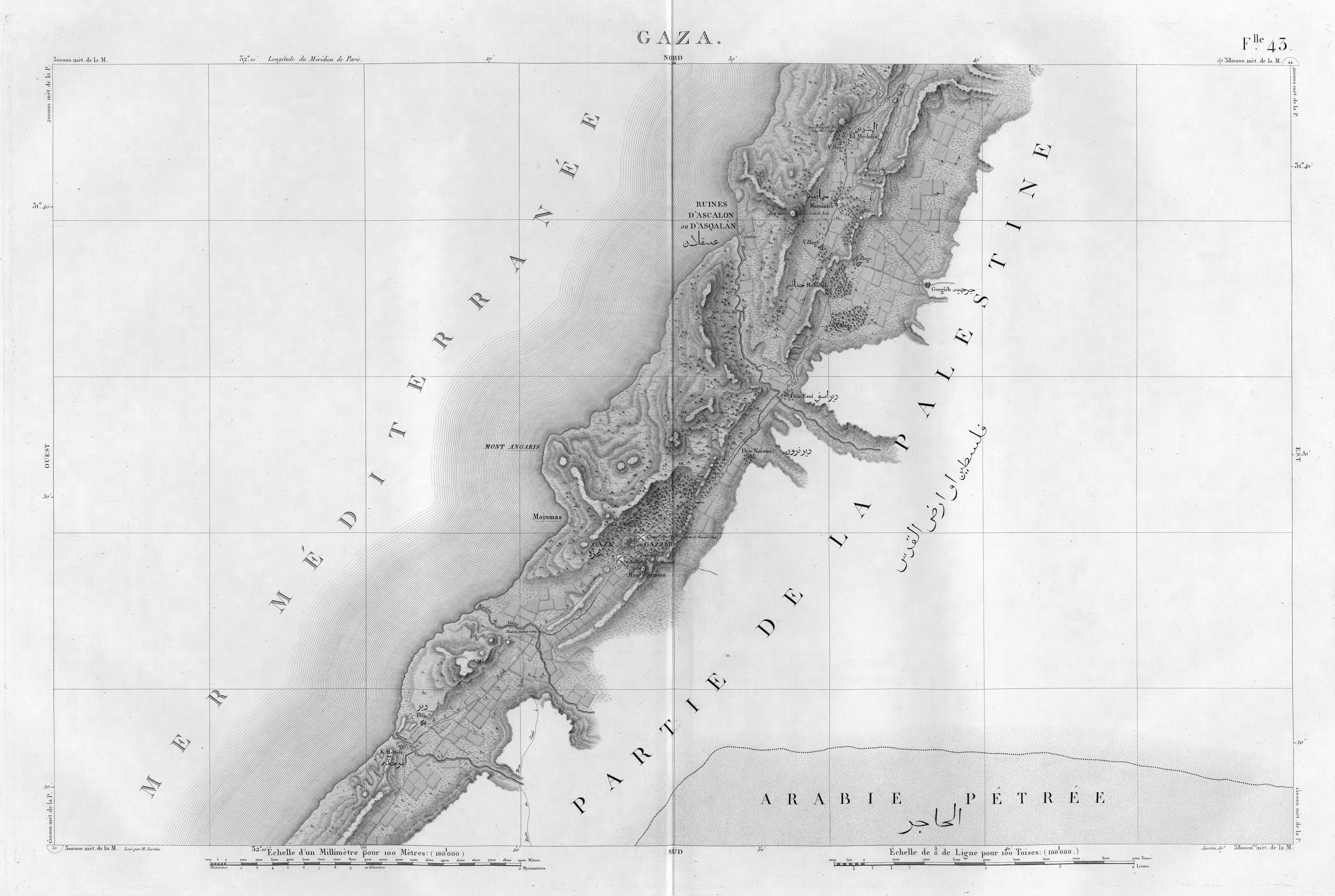
43: Gaza
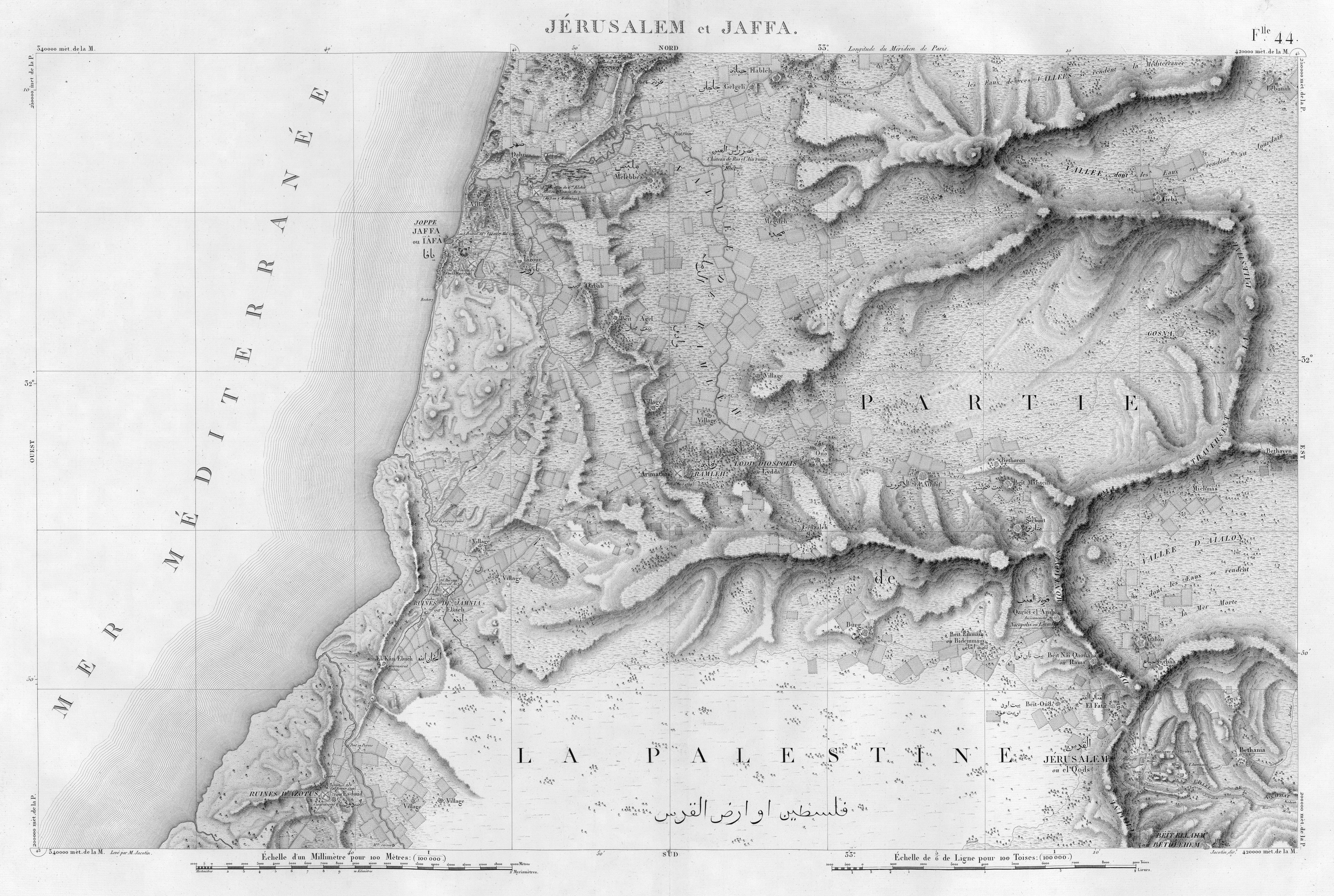
44: Jerusalén y Jaffa
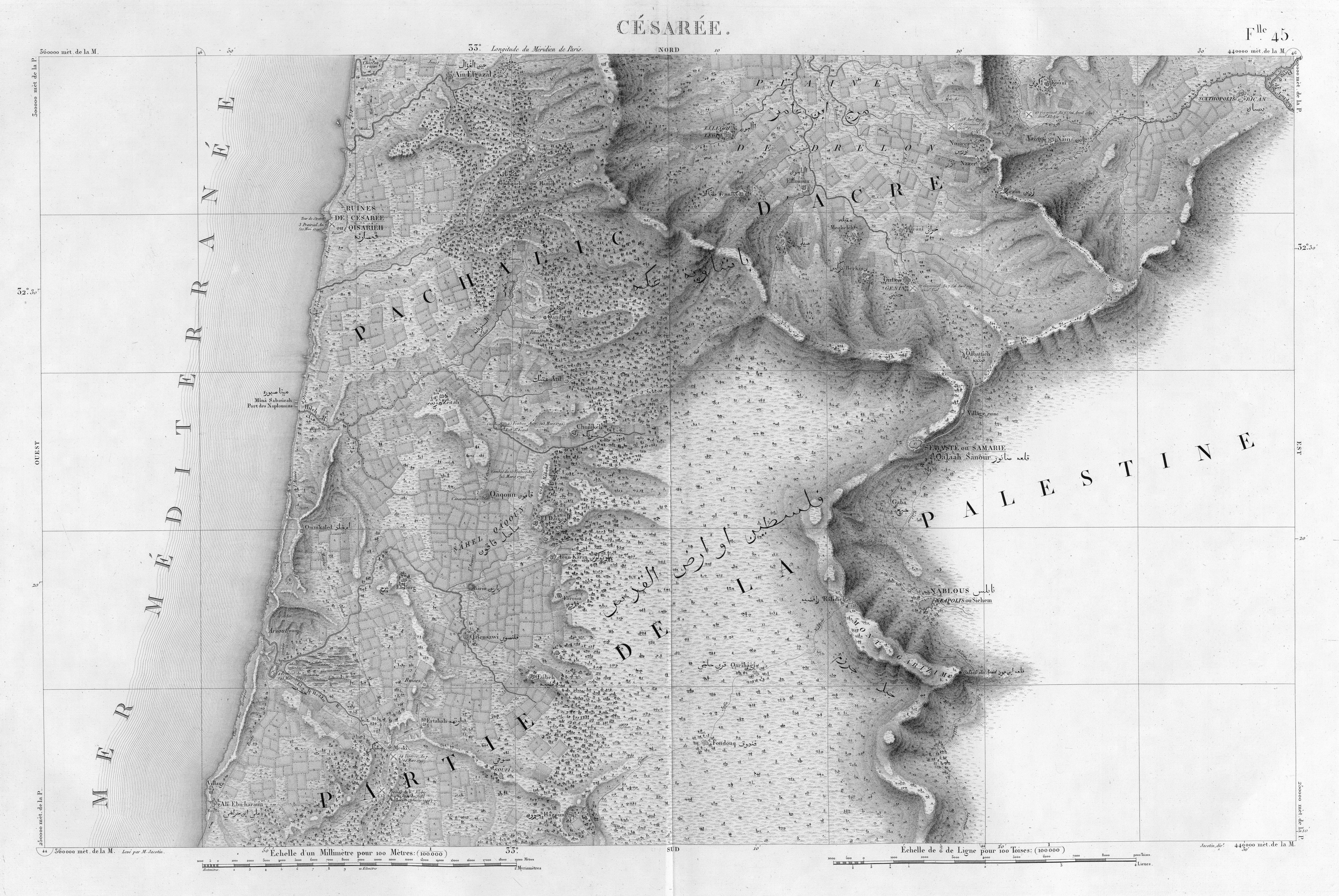
45: Cesarea
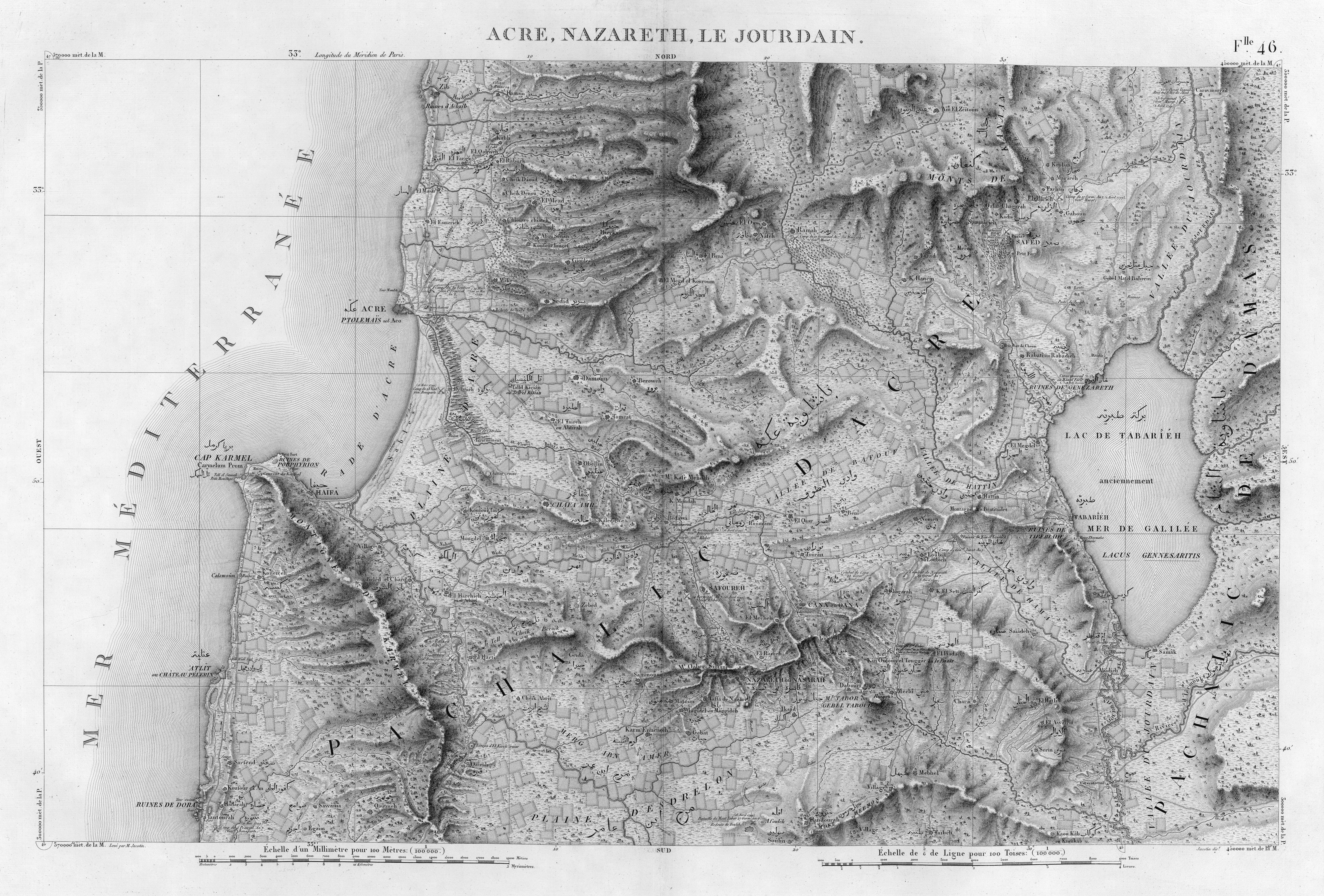
46: Acre
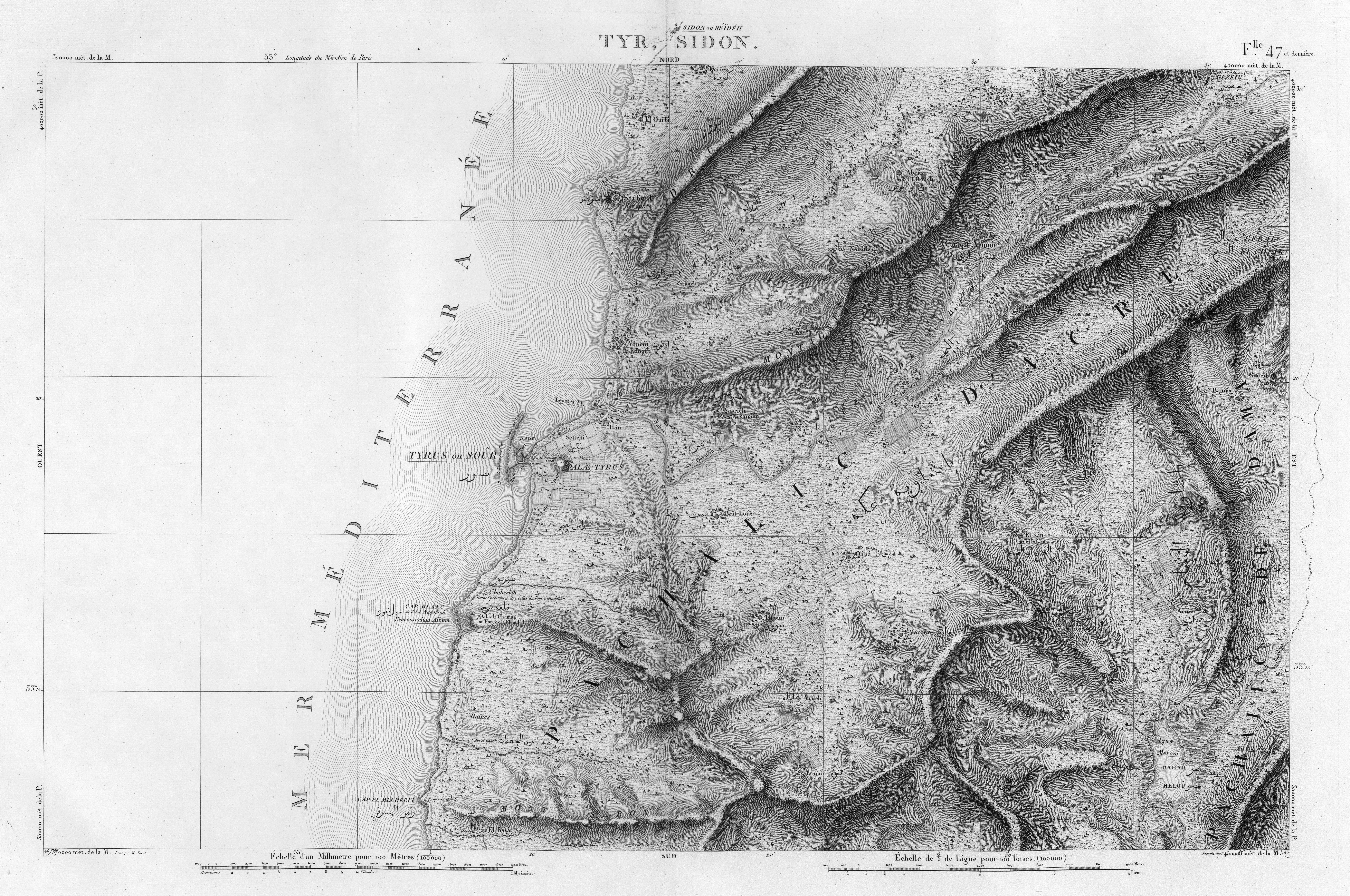
47: Tiro